# Saint-Quentin-lès-Beaurepaire
Saint-Quentin-lès-Beaurepaire korábbi község Franciaország Loire mente régiójában, Maine-et-Loire megyében. Lakosainak száma 382 fő (2018. január 1.). Saint-Quentin-lès-Beaurepaire Clefs-Val d’Anjou, Fougeré, Cré-sur-Loir és La Flèche községekkel határos.
2016. január 1-jén nyolc másik korábbi községgel egyesült és Baugé-en-Anjou új község része lett.

## Népesség
A település népessége az elmúlt években az alábbi módon változott:
| Lakosok száma | 214  | 191  | 220  | 208  | 211  | 284  | 297  | 291  | 299  | 382  |
|               | 1962 | 1968 | 1982 | 1990 | 1999 | 2008 | 2011 | 2013 | 2017 | 2018 |